# La spettatrice (romanzo P. Capriolo)
La spettatrice è un romanzo di Paola Capriolo pubblicato per i tipi Bompiani nel 1995 e vincitore nello stesso anno del premio della giuria del Premio Rapallo Carige.

## Trama
Vulpius è un attore di successo in una compagnia teatrale di provincia. La sera della prima avverte lo sguardo di una giovane spettatrice concentrato solo su di lui. Vulpius inizia a dedicare la sua interpretazione di Sganarello nel Don Giovanni di Molière allo sguardo incrollabile che vede su di lui sera dopo sera. Nel disperato tentativo di incontrare questa figura misteriosa da vicino, decide di sorprenderla nel suo palco durante un intervallo, ma scopre che la donna si è dileguata lasciando al suo posto un bellissimo orologio rotto. Credendo che l'ora indicata sull'orologio rotto, le due, sia un invito a un appuntamento clandestino, quella notte Vulpius torna nel teatro deserto. La sconosciuta non è lì, ma Vulpius scopre invece l'attrazione del teatro vuoto, in cui può controllare come desidera la luce e l'oscurità. Da questo momento non solo la sua pratica attoriale, ma tutta la sua vita è guidata dalla ricerca della perfezione artistica. Recluta segretamente la sua collega attrice e fidanzata Dora affinché ella si presti a una serie di giochi di recitazione nel teatro notturno, nei quali docilmente vestirsi con vari costumi e ripetere singoli gesti, e battute. Dora, sempre più logorata, muore. Ora, reciso il suo ultimo legame con l'umanità, Vulpius si ritira nel suo mondo ossessivo, mentre la compagnia di attori parte per le vacanze.